# 是枝裕和
是枝 裕和（これえだ ひろかず、1962年6月6日 - ）は、日本の映画監督、脚本家、ドキュメンタリーディレクター、映画プロデューサー。東京都練馬区出身。東京都立武蔵高等学校、早稲田大学第一文学部文芸学科卒業。早稲田大学基幹理工学部表現工学科教授、立命館大学産業社会学部客員教授。
ドキュメンタリー出身の映画監督として知られ、国内外で高い評価を受ける日本人監督の一人である。

## 来歴

### 生い立ち
東京都練馬区に生まれ、9歳から清瀬市の清瀬旭が丘団地で過ごす。のちに旭が丘団地は『海よりもまだ深く』の主人公の実家として撮影場所にも使われた。鹿児島県生まれで奄美大島に渡った曽祖父、奄美生まれで台湾に渡った祖父、台湾生まれでシベリア抑留を経験した父という家系に生まれた。
母親が映画好きだったため、幼いころから池袋の映画館でさまざまな映画を鑑賞。TV作品ではウルトラマンやウルトラセブンに描かれた怪獣や宇宙人に差別や戦争のメタファーを託した名作たちに影響を受け、萩原健一のファンでもあり、萩原主演の『前略おふくろ様』や『傷だらけの天使』に一番大きな影響を受けたと語り、アルフレッド・ヒッチコックの『鳥』にも衝撃を受け、『鳥』をみた翌日に道で鳥を見かけ怖いと感じるほど衝撃を受けた。1972年ミュンヘンオリンピックの男子バレーボールの金メダル獲得に感動し、中学・高校とバレーボールに没頭し部活では部長を務めていた。物書きになろうと、早稲田大学第一文学部文芸学科に進学するが、大学に入学してすぐにフェデリコ・フェリーニの映画を観て衝撃を受け、大学よりも映画館に足を運ぶ日々が続く。特に早稲田の近くにあったACTミニ・シアターは年会費1万円でフリーパスで映画が観られたため毎日通っていた。シナリオ文学にも熱中し、ビルの警備や福武書店のバイトを掛け持ちでやりながら、バイト代は倉本聰、向田邦子、山田太一、市川森一のシナリオ集を揃えるのに当てていた。大学では岩本憲児に師事し、卒論は創作脚本を書いた。

### ドキュメンタリーディレクターとして
将来的に監督業を目指すことも視野に入れながら1987年に番組制作会社テレビマンユニオンへ入社。（2013年の重松清によるインタビューで是枝はテレビマンユニオン創設メンバーの今野勉、萩本晴彦、村木良彦の名を挙げてテレビ特有の作家性に閉じないライブ感を3人から教わったと述べていて、テレビマンユニオンへの参加10年が経過した1997年に新人採用試験の委員長を務めた際には、「今野勉、萩本晴彦、村木良彦にインタビューしてください」という課題を出した。）
『遠くへ行きたい』、『アメリカ横断ウルトラクイズ』や『日立 世界・ふしぎ発見!』等のテレビ番組のADとして毎日怒られる生活を続けながら、企画を考え一人で作れるものを模索した結果、90年代、フジテレビの『NONFIX』でドキュメンタリー番組を多く手掛けるようになる。
ドキュメンタリー1作目となった『しかし… 福祉切り捨ての時代に』では、生活保護を打ち切られた難病の女性の自死と福祉に尽力しながらも水俣病和解訴訟の国責との板挟みで追い込まれた厚生官僚の山内豊徳の自死、別々に起きた2人の死の背景にある福祉の問題を追い、ギャラクシー賞優秀作品賞を受賞。すぐに次の番組作りの声がかかると、是枝が3年前から密かに一人でホームビデオ片手に密着を続けていた長野県の小学校のドキュメンタリー『もう一つの教育〜伊那小学校春組の記録〜』の放送が決まる。この作品は教科書を使わない総合学習に取り組む小学校の子供たちが仔牛の飼育をする3年間の成長記録でATP賞優秀賞を受賞。映画監督となった後も、これらドキュメンタリー制作の経験によって、映画でも一般の人たちの暮らしに寄り添うものを作りたいと考えるようになる。

### 映画監督として
テレビマンユニオン在籍中の1995年に『幻の光』で映画監督デビューすると、第52回ヴェネチア映画祭で金のオゼッラ賞を受賞。続く2作目の『ワンダフルライフ』ではナント三大陸映画祭でグランプリを受賞、世界30ヶ国、全米200館で上映されインディペンデント映画ながら国際的にも異例のヒットとなった。相米慎二とタッグを組んでいた安田匡裕が『ワンダフルライフ』からプロデューサーとなり、亡くなる2009年まで是枝作品をサポートし続けた。
2001年、『DISTANCE』でカンヌ国際映画祭のコンペティション部門に初出品。2004年、『誰も知らない』で柳楽優弥が第57回カンヌ国際映画祭において史上最年少・日本人初にして最優秀男優賞を受賞すると日本国内でも大きなニュースとなる。この作品は巣鴨子供置き去り事件を題材に是枝が20代の頃から脚本を書き15年かけて映画化に至った作品で数々の作品賞も受賞。まだネグレクトという言葉が知られていない時代に育児放棄された子どもたちが生きる姿を映し世間に衝撃を与えた。
2008年、『歩いても 歩いても』では亡くなった自身の母を反映させた普通の家族のとある日常を描き出すが、海外のエージェントには「ローカル過ぎて理解されないだろう」と言われてしまう。さらに30館スタートの小規模上映のうえに、配給会社のシネカノンが倒産してしまい収益も回収ゼロに見舞われるが、公開された各国で「あれは自分の母親だ」と評され、国境を越えて多くの映画ファンから高い支持を受ける作品となった。
オリジナル作品を作り続けてきたが、業田良家の漫画『ゴーダ哲学堂 空気人形』を見て、主人公の空気人形に吹き込まれる「息」をメタファーにした官能的な世界を描き出したいと映画化を熱望し、2009年に『空気人形』を制作。初めて原作漫画を映画化しファンタジーに挑戦した。釜山国際映画祭でポン・ジュノ監督に会った際に、韓国女優のペ・ドゥナの起用を相談し助言を受け、実際に主人公の空気人形役にペ・ドゥナを起用した。
2010年4月にBPO（放送倫理・番組向上機構）の放送倫理検証委員に就任。同期の委員として重松清、立花隆、香山リカがいた。
2013年には『そして父になる』では新生児取り違え問題を題材に家族の在り方を描き、第66回カンヌ国際映画祭で審査員賞を受賞。その功績により2013年度芸術選奨文部科学大臣賞を受賞。

### 独立後
2011年、過去の是枝作品のスタッフでもあった映画監督の西川美和、砂田麻美らと共にオリジナル作品の企画制作を行う制作者集団「分福」を立ち上げ、テレビマンユニオンから独立後、2014年に株式会社化。テレビマンユニオンの創設者の一人である村木良彦がかつて述べた「組織が創造するのではなく創造が中心にあり、そこに人が集まり組織になる」という考えが受け継がれている。監督と対等な立場で意見を出し合う監督助手というポジションを設け、若手監督の育成も行っている。

### パルム・ドール受賞
2018年には、高齢者所在不明問題や万引きで生計を立てる家族など、実際に日本で起きた事件から着想を得て『万引き家族』を制作。この作品で第71回カンヌ国際映画祭で最高賞となるパルム・ドールを受賞した。日本人監督としては、『地獄門』の衣笠貞之助、『影武者』の黒澤明、『楢山節考』と『うなぎ』の今村昌平に続き、史上4人目、21年ぶりの受賞となった。パルムドール受賞により国内でも興行収入46億を超える大ヒットを記録し、アカデミー賞でも日本映画としては2008年の『おくりびと』以来となるアカデミー国際長編映画賞候補となり、フランス版アカデミー賞とされるセザール賞では黒澤明の『影武者』以来、約40年振りに日本映画としての外国映画賞受賞を果たした。

### 海外進出
2019年、カトリーヌ・ドヌーヴやジュリエット・ビノシュらをキャストに迎え、撮影監督のエリック・ゴーティエらとともに全編フランスで撮影した映画『真実』が第76回ヴェネツィア国際映画祭のコンペティション部門でオープニング作品として上映され、日本人監督として初の快挙となった。この作品は2011年にジュリエット・ビノシュに「何か一緒に映画を撮りませんか？」と誘われたのがきっかけで8年の構想かけ実現に至った。
2022年の自身としては初となる韓国映画『ベイビー・ブローカー』では、ソン・ガンホ、カン・ドンウォン、さらに『空気人形』でもタッグを組んだぺ・ドゥナといった韓国の映画俳優が出演。ソン・ガンホは本作で第75回カンヌ国際映画祭男優賞を受賞し、韓国人俳優としては初の快挙となった。

## 作風・手法
海外の批評家や記者からは、小津安二郎と比較されることが多く、「小津の孫」と称される事もあるが、是枝本人はどちらかというと小津よりも成瀬巳喜男の影響を強く受けている。作品の中では記憶と想像と観察力のバランスを重視し、「誰かを悪者として描くことをしない」というスタンスを一貫している。
テレビのドキュメンタリーディレクター時代から映画監督になった今も企画、脚本、監督、編集、すべて自らが行うスタイルを貫き、日頃から常に手帳を持っていてアイデアが思いついたら手帳に記している。撮影現場で発見した事を大事にし、役者のリアクションによってはその場で脚本を書き換え、役者同士の会話に耳を傾け、そのやりとりを脚本に加えることもある。子どもたちの日常を描くときには、独白（モノローグ）ではなく対話（ダイアローグ）を用いる。映画に出演する子役には台本は渡さず、現場で口頭で台詞を説明し、子ども自身の言葉で台詞を言ってもらう。
ドキュメンタリー作家の小川紳介と土本典昭からの影響を強く受けており、「すごく尊敬していて、あの人ならこういうときどうするんだろうという僕なりの基準にしている人」と述べている。

## 監督作品

### 長編映画
- 幻の光（1995年） - 監督
- ワンダフルライフ（1999年） - 監督・脚本・編集
- DISTANCE（2001年）- 監督・脚本・編集
- 誰も知らない（2004年） - 監督・脚本・編集・製作
- 花よりもなほ（2006年） - 監督・脚本・編集
- 歩いても 歩いても（2008年） - 監督・原作・脚本・編集
- 大丈夫であるように -Cocco 終らない旅-（2008年） - 監督・編集・プロデュース・撮影・製作委員会プロデューサー 2015年に再上映[49]
- 空気人形（2009年） - 監督・脚本・編集・製作
- 奇跡（2011年） - 監督・脚本・編集
- そして父になる（2013年）[50] - 監督・脚本・編集
- 海街diary（2015年） - 監督・脚本・編集
- 海よりもまだ深く（2016年）[51]- 監督・原作・脚本・編集
- 三度目の殺人（2017年） - 監督・脚本・編集
- 万引き家族（2018年）[52] - 監督・原作・脚本・編集・製作
- 真実（2019年） - 監督・脚本・編集
  - 真実 特別編集版（2019年） - 監督・脚本・編集
- ベイビー・ブローカー（2022年） - 監督・脚本・編集[53]
- 怪物（2023年） - 監督・編集

### テレビドラマ
- 妖しき文豪怪談 第4回「後の日」（2010年、NHK-BShi）[1]
- ゴーイング マイ ホーム（2012年10月 - 12月、関西テレビ）- 監督・脚本・編集[54]
- オリジナルドラマ「有村架純の撮休」第1話・第3話（2020年、WOWOWプライム）[55]
- 舞妓さんちのまかないさん 原案・脚本・監督（2023年1月12日配信、Netflix）[56]
- 阿修羅のごとく 監督・脚色・編集（2025年1月9日配信、Netflix）[57]

### テレビドキュメンタリー
- NONFIX（フジテレビ）
  - しかし… 福祉切り捨ての時代に（1991年）
  - もう一つの教育〜伊那小学校春組の記録〜（1991年）
  - 公害はどこへ行った…（1991年）
  - 日本人になりたかった…（1992年）
  - 映画が時代を写す時 侯孝賢とエドワード・ヤン（1993年）
  - 彼のいない八月が（1994年）
  - 全身落語家宣言(1996年)
  - シリーズ憲法 〜第9条・戦争放棄「忘却」〜（2006年）
- 心象スケッチ それぞれの宮沢賢治（1993年、テレビ東京『ドキュメンタリー人間劇場』）
- 記憶が失われた時…〜ある家族の2年半の記録〜（1996年、NHK）
- 歩くような速さで〜37,319人のオーディション（2002年、日本テレビ）
- 私がこどもだった頃 谷川俊太郎篇（2008年、NHK）
- あの時だったかもしれない 〜テレビにとって「私」とは何か〜（2008年、BS-i、TBS『報道の魂』）
- 悪いのはみんな萩本欽一である（2010年、フジテレビ『チャンネルΣ』）
- 未来への手紙2014〜あれから3年たちました〜（2014年、NHK）[58]
- きょうの、あきない（2015年4月11日 - 、TBS）[59]
- いしぶみ〜忘れない。あなたたちのことを〜（2015年8月1日、広島テレビ）[60][61]

### CM
- 日産 ニューセレナ「モノより思い出」シリーズ（1999年-2003年）
- サントリー なっちゃん「3年目のなっちゃん」
- ポッカ「じっくりコトコト煮込んだスープ」
- Sony Music Auditionシリーズ（2001年-2002年）
- フジテレビ・キャンペーン「きっかけはフジテレビ」（2002年）
- ソニー PS2ソフト『アークザラッド 精霊の黄昏』（2003年）
- ネスカフェ「朝のリレー 寝顔篇」（2004年）
- ダイハツ ミラ・カスタム（2006年）※柳楽優弥とYOUが親子役で再共演
- ミツカン 金のつぶ（2007年）
- サッポロビール（2012年1月2日、1月3日）※小説家の村上春樹がナレーションを執筆[62]
- JCBグループ（2015年） ※福山雅治が出演[63]
- KINCHO「虫コナーズ」（2016年） ※長澤まさみ・高畑淳子が出演[64]
- 大塚製薬「ファイブミニ」（2017年） ※広瀬すずが出演[65]
- 住友林業「住友林業の家」（2017年） ※長澤まさみ・加瀬亮が出演[66]
- ストライプインターナショナル earth music&ecology「エシカルへ」篇（2019年） ※広瀬すずが出演[67]
- ジャパネットたかた「ジャパネットウォーター きれいだ。」篇（2022年）※福山雅治が出演[68]

### ミュージック・ビデオ
- Cocco
  - 「水鏡」（2000年）
  - 「陽の照りながら雨の降る」（2006年）
- Cheri「ためいき」（2003年）
- タテタカコ「宝石」（2004年）
- スネオヘアー「やさしいうた」（2007年）
- AKB48
  - 「桜の木になろう」（2011年）
  - 「Green Flash」（2015年）[69]
- 高橋優 「さくらのうた」（2016年） ※監修[70]
- ハナレグミ「深呼吸」（2016年）
- 米津玄師「カナリヤ」（2020年）[71]

## プロデュース作品
- カクト（2002年、監督：伊勢谷友介）
- 蛇イチゴ（2003年、監督：西川美和）
- 扉の向こう 〜エレファントカシマシ・宮本浩次という生き方〜（2004年、フジテレビ『NONFIX』、ディレクター：千切谷知子）[72]
- ゆれる（2006年、監督：西川美和）
- ビューティフル アイランズ（2010年、ドキュメンタリー、監督：海南友子）
- エンディングノート（2011年、監督：砂田麻美）
- 十年 Ten Years Japan（2018年、監督：早川千絵、木下雄介、津野愛、藤村明世、石川慶）[73]
- 泣く子はいねぇが（2020年、監督：佐藤快磨）
- マイスモールランド（2022年、監督：川和田恵真）

## 出演
ドキュメンタリー映画
- The Two Directors: A Flame in Silence（2015年、監督：海南友子）

## 書籍
- しかし…-ある福祉高級官僚 死への軌跡（1992年、あけび書房）ISBN 978-4900423664
- 小説ワンダフルライフ（1999年、ハヤカワ文庫）ISBN 978-4150306113
- 官僚はなぜ死を選んだのか-現実と理想の間で（2001年、日経ビジネス人文庫）ISBN 978-4532190682
- DISTANCE 〜映画が作られるまで〜（2001年、スイッチパブリッシング）ISBN 978-4884180003
- あの頃のこと-Every day as a child（共著、2004年、ソニーマガジンズ）ISBN 978-4789723398
- 花よりもなほ（2006年、角川書店）ISBN 978-4048737029
- 歩いても 歩いても（2008年、幻冬舎）ISBN 978-4344015142
- それでもテレビは終わらない（共著、2010年、岩波ブックレット）ISBN 978-4002707976
- 奇跡（2011年、文藝春秋）ISBN 978-4163301402
- クーナ（2012年、イースト・プレス、絵：大塚いちお）ISBN 978-4781608693
- ゴーイング マイ ホーム シナリオ（2012年、ポプラ社）ISBN 978-4591132173
- そして父になる（2013年、宝島社文庫）ISBN 978-4800215154
- 歩くような速さで（2013年、ポプラ社）ISBN 978-4591136720
- 雲は答えなかった 高級官僚 その生と死（2014年、PHP文庫）ISBN 978-4569761558
- 是枝裕和 対談集「世界といまを考える 1」（2015年、PHP文庫）ISBN 978-4569763507
- 是枝裕和 対談集「世界といまを考える 2」（2016年、PHP文庫）[75] ISBN 978-4569764474
- 海よりもまだ深く（2016年、幻冬舎文庫）ISBN 978-4344424739
- 公園対談　クリエイティブな仕事はどこにある？（樋口景一と共著、2016年、廣済堂出版）ISBN 978-4331520284
- 映画を撮りながら考えたこと（2016年、ミシマ社）[76] ISBN 978-4903908762
- 是枝裕和 対談集「世界といまを考える 3」（2016年、PHP文庫）[77] ISBN 978-4569765693
- 僕たちが何者でもなかった頃の話をしよう（共著、2017年、文春新書）ISBN 978-4166611188
- 三度目の殺人（2017年、宝島社文庫）ISBN 978-4800273475
- 是枝裕和（2017年、文藝別冊）ISBN 978-4309979274
- 映画の言葉を聞く（早稲田大学「マスターズ・オブ・シネマ」講義録）（共編、2018年、フィルムアート社）ISBN 978-4845917105
- 家族と社会が壊れるとき（ケン・ローチと共著、2020年、NHK出版新書）ISBN 978-4140886427
- いま、映画をつくるということ（共編、2023年、フィルムアート社）ISBN 978-4845921461

## 受賞歴
ドキュメンタリー作品において、ギャラクシー賞やATP賞などを数多く受賞。
- 個人として
  - 第8回伊丹十三賞（2016年）[78]
  - サン・セバスティアン国際映画祭 ドノスティア賞[79]
  - 2018年度朝日賞[80]
  - 第24回釜山国際映画祭 アジア映画人賞（2019年）[81]
  - 2021年度国際交流基金賞[82]
  - 第79回ヴェネツィア国際映画祭 ロベール・ブレッソン賞（イタリア語版）[83]
- 幻の光
  - ヴェネツィア国際映画祭 金オゼッラ賞
  - バンクーバー映画祭 グランプリ
  - シカゴ映画祭 グランプリ
  - 第10回高崎映画祭 若手監督グランプリ
  - 第69回キネマ旬報ベスト・テン 日本映画ベスト・テン第4位
  - 新藤兼人賞金賞
- ワンダフルライフ
  - ナント三大陸映画祭 グランプリ
  - トリノ映画祭 最優秀脚本賞
  - ブエノスアイレス映画祭 グランプリ、最優秀脚本賞
  - サン・セバスティアン国際映画祭 国際批評家連盟賞
  - 第14回高崎映画祭 最優秀作品賞
  - 第73回キネマ旬報ベスト・テン 読者選出日本映画ベスト・テン第9位
- DISTANCE
  - 第16回高崎映画祭 最優秀作品賞
- 誰も知らない
  - 第77回アカデミー賞外国語映画賞部門・日本代表作品
  - フランダース国際映画祭 グランプリ
  - シカゴ国際映画祭 金のプラーク賞
  - 第29回報知映画賞作品賞
  - 第26回ヨコハマ映画祭 日本映画ベストテン第3位
  - 第78回キネマ旬報ベスト・テン 日本映画ベスト・ワン、読者選出日本映画監督賞、読者選出日本映画ベスト・テン第1位
  - 第47回ブルーリボン賞 作品賞・監督賞
  - 第19回高崎映画祭 最優秀監督賞
- 花よりもなほ
  - 第21回高崎映画祭 最優秀作品賞
- 歩いても 歩いても
  - 第56回サン・セバスティアン国際映画祭 脚本家協会賞
  - 第4回ユーラシア国際映画祭 最優秀監督賞
  - 第23回マール・デル・プラタ国際映画祭 最優秀作品賞
  - 第30回ヨコハマ映画祭 日本映画ベストテン第3位
  - 第23回高崎映画祭 最優秀監督賞
  - 第82回キネマ旬報ベスト・テン 日本映画ベスト・テン第5位、読者選出日本映画ベスト・テン第3位
  - 第51回ブルーリボン賞 監督賞
  - 第59回毎日映画コンクール 日本映画優秀賞
  - 第18回東京スポーツ映画大賞 作品賞
  - 第3回アジア・フィルム・アワード 監督賞
- 空気人形
  - 第24回高崎映画祭 最優秀作品賞
  - 第83回キネマ旬報ベスト・テン 日本映画ベスト・テン第6位、読者選出日本映画ベスト・テン第7位
- 奇跡
  - 第59回サン・セバスティアン国際映画祭 最優秀脚本賞・カトリックメディア協議会（SIGNIS）賞
  - 第3回TAMA映画賞 最優秀作品賞
  - おおさかシネマフェスティバル2012 日本映画ベストテン第5位
  - 第26回イスファハーン国際青少年映画祭（イラン） 最優秀作品賞
- エンディングノート
  - 第31回藤本賞・奨励賞
- ゴーイング マイ ホーム
  - 第75回ザテレビジョンドラマアカデミー賞 監督賞
  - 第50回ギャラクシー賞 テレビ部門 奨励賞
- そして父になる
  - 第66回カンヌ国際映画祭 審査員賞・エキュメニカル賞特別表彰
  - 第61回サン・セバスティアン国際映画祭 観客賞（PEARLS部門）
  - 第32回バンクーバー国際映画祭 観客賞（Rogers People’s Choice Award）
  - 第7回アブダビ国際映画祭 Child Protection Award 脚本賞（Child Protection Award for Best Script）
  - 第37回サンパウロ国際映画祭 観客賞
  - 第35回ヨコハマ映画祭 日本映画ベストテン第4位・脚本賞
  - 第26回日刊スポーツ映画大賞 監督賞
  - 第87回キネマ旬報ベスト・テン 日本映画ベスト・テン第6位、読者選出日本映画ベスト・テン第2位
  - おおさかシネマフェスティバル2014 日本映画ベストテン第8位
  - 第56回アジア太平洋映画祭（中国語版） 最優秀作品賞・最優秀監督賞
  - 第37回日本アカデミー賞 優秀作品賞・優秀監督賞ほか
  - 芸術選奨文部科学大臣賞映画部門
  - クロトゥルーディス賞 監督賞
  - 第23回東京スポーツ映画大賞 監督賞
- 海街diary
  - 第63回サン・セバスティアン国際映画祭 観客賞（PEARLS部門）
  - 第7回TAMA映画賞 最優秀作品賞[84]
  - 第39回山路ふみ子映画賞 山路ふみ子映画賞
  - 第37回ヨコハマ映画祭 作品賞・監督賞
  - 第89回キネマ旬報ベスト・テン 日本映画ベスト・テン第4位、読者選出日本映画監督賞、読者選出日本映画ベスト・テン第1位
  - 第57回毎日芸術賞特別賞
  - 第25回東京スポーツ映画大賞 監督賞[注 1]
  - 第39回日本アカデミー賞 最優秀監督賞[87]、最優秀作品賞、優秀脚本賞、編集賞
- 海よりもまだ深く
  - 第26回フィルムズ・フロム・ザ・サウス映画祭 シルバー・ミラー賞（最高賞）[88]
- 三度目の殺人
  - 第41回日本アカデミー賞 作品賞、監督賞、脚本賞、編集賞
- 万引き家族
  - 第71回カンヌ国際映画祭 パルム・ドール
  - 第36回 ミュンヘン国際映画祭 シネマスターズ・コンペティション部門 アリ・オスラム賞（外国語映画賞）[89]
  - 第55回 アンタルヤ国際映画祭 監督賞[90]
  - 第37回 バンクーバー国際映画祭 外国長編映画観客賞[91]
  - 第3回 スレマニ映画祭 長編作品審査員賞
  - 第10回 TAMA映画賞 最優秀作品賞[92]
  - GQ Men of the Year 2018 フィルム・ディレクター・オブ・ザ・イヤー賞[93]
  - 第44回ロサンゼルス映画批評家協会賞外国語映画賞
  - 第42回日本アカデミー賞 最優秀作品賞[94]、最優秀監督賞、最優秀脚本賞、最優秀音楽賞、最優秀撮影賞、最優秀照明賞、優秀美術賞、優秀録音賞、優秀編集賞
  - 第42回セザール賞 外国語映画賞
  - 第38回藤本賞
- ベイビー・ブローカー
  - 第27回 春史国際映画賞 国際監督賞
  - 第79回ヴェネツィア国際映画祭 ロベール・ブレッソン賞
  - 第42回 ハワイ国際映画祭 ヴィジョン・イン・フィルム賞
  - 第16回アジア・フィルム・アワード 最優秀監督賞
- 怪物	
  - 第76回カンヌ国際映画祭 クィア・パルム賞[95]
  - 第15回TAMA映画賞 最優秀作品賞[96]
  - 第47回日本アカデミー賞 優秀監督賞、優秀編集賞[97]